# Ostachkov
Ostachkov (en russe : Осташков) est une ville de l’oblast de Tver, en Russie, située au bord du lac Seliger. Elle est le chef-lieu du raïon d’Ostachkov. Sa population s’élevait à 17 109 habitants en 2014.

## Géographie
Ostachkov est située au bord du lac Seliger, à 174 km à l’ouest-nord-ouest de Tver et à 319 km au nord-ouest de Moscou.

## Histoire
Une lettre du grand-duc de Lituanie Olgierd (1296-1377) au Patriarche de Constantinople Philothée, datée de 1371, évoque un village de pêcheurs sur l'île de Klitchno, sur le lac Seliger, comme poste-frontière avec la grande principauté de Moscou ; ce village est aujourd'hui relié à la ville par un pont.
Après la prise et la mise à sac d’Ostachkov par l'armée de la République de Novgorod, en 1393, l'un des survivants, le pêcheur Ostaschko (« Eustache ») décida de reconstruire un village, Ostachkovo, sur le continent, face à la presqu'île de Klitchno. Le village devint ensuite fief du Patriarcat de Moscou. Un autre village, Timofeïevo (cité dès 1434), échut au monastère Saint-Joseph de Volokolamsk.
Les deux villages prospérèrent comme comptoirs de commerce, jusqu'à se doter de fortifications en 1587 pour former le bourg d’Ostachkov (Ostachkovski gorodok). Ce bourg obtint une charte urbaine en 1770, et devint même en 1772 chef-lieu d’un ouïezd d'abord dépendant du Gouvernement de Novgorod, avant d'être rattaché au Gouvernement de Tver en 1775.
En 1939 et 1940, la police politique soviétique, le NKVD, contrôlait un camp de prisonniers de guerre polonais à Ostachkov. Environ 7 000 personnes y furent détenues, puis assassinées à Tver (Kalinine). Les détenus étaient principalement des fonctionnaires de la police, de la garde frontière, de la gendarmerie, des gardiens de prisons, des prêtres et des employés des cours de justice polonaises,.

## Population
Recensements (*) ou estimations de la population
| 1825  | 1840   | 1856  | 1870   | 1897*  | 1923*  |
| ----- | ------ | ----- | ------ | ------ | ------ |
| 7 852 | 10 502 | 9 163 | 10 806 | 10 445 | 10 421 |

| 1926*  | 1931   | 1939*  | 1959*  | 1970*  | 1979*  |
| ------ | ------ | ------ | ------ | ------ | ------ |
| 12 892 | 13 100 | 19 003 | 19 542 | 23 419 | 24 380 |

| 1989*  | 2002*  | 2010*  | 2012   | 2013   | 2014   |
| ------ | ------ | ------ | ------ | ------ | ------ |
| 27 401 | 20 660 | 18 088 | 17 724 | 17 321 | 17 109 |

## Culture et tourisme

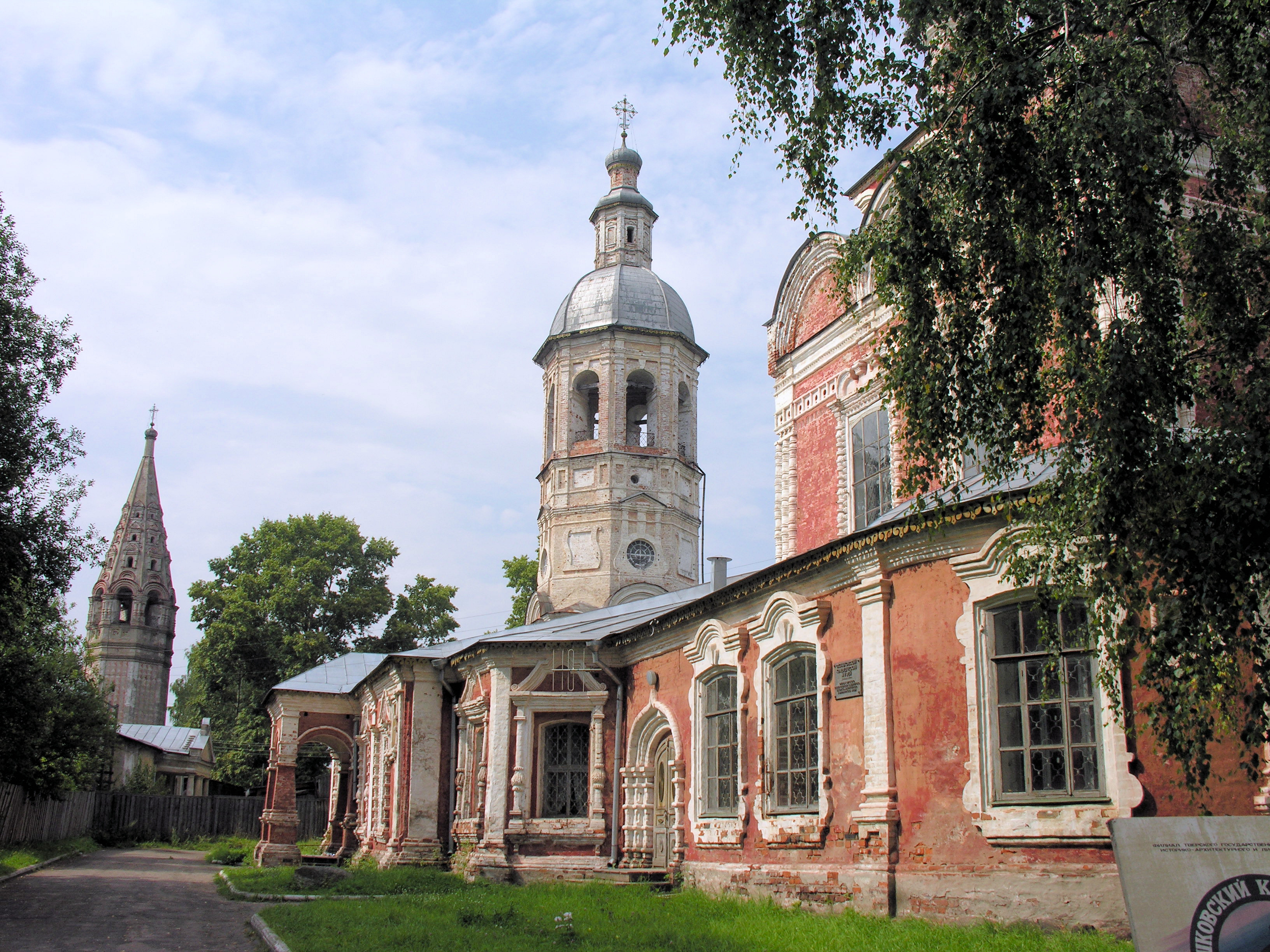
Musée d’Ostachkov.

Ostachkov est l'une des villes les plus pittoresques de Russie. Le plan hippodamien de ses rues et le style classique des édifices civils sont l’œuvre de l'architecte pétersbourgeois Ivan Starov (1772 ).
Parmi les plus beaux monuments, il y a la cathédrale de la Résurrection (Воскресенский собор/Voskressenski sobor) de 1689, la cathédrale de la Sainte-Trinité (Троицкий собор/Troïtski sobor) de 1697, le monastère de la Vierge en prière (Знаменский монастырь/Snamenski monastyr) de 1673 (agrandi dans les années 1730 puis dans les années 1880) avec sa chapelle de l'Ascension (Vosnessenski sobor) construite entre 1730 et 1748 et le monastère Chitenny (Житенный монастырь, 1716) et sa chapelle de la Vierge de Smolensk, sur l'île Klitschno, construite entre 1737 et 1743 ; enfin l'hôtel de ville (1720).
À 10 km à vol d'oiseau au nord de la ville, le monastère Nilov se dresse sur l'île Stolobny au milieu du lac Seliger.
Depuis 1889, Ostachkov possède son musée, ainsi qu'un écomusée consacré au lac Seliger, dans le village de Rogoscha, à 10 km de là.